# رافاييل ريفيرا غارسيا
رافاييل ريفيرا غارسيا (بالإنجليزية: Rafael Rivera Garcia)‏ هو فنان أمريكي، ولد في 1930.